# يوسف محي الدين
يوسف محيي الدين محمد سرحان (6 نوفمبر 1995 - 27 ديسمبر 2014) لاعب كرة قدم مصري، ولد في الزقازيق بمحافظة الشرقية، لعب مع نادي الزمالك وأعير إلى نادي الاتحاد السكندري. وهو حفيد حارس مرمى منتخب مصر ونادي الزمالك السابق الكابتن سمير محمد علي.

## مسيرته الرياضية
بدأ مسيرته الكروية مع نادي الزمالك هو في سن 9 سنوات، وفي موسم 2013/2014 تم تصعيدة إلى الفريق الأول ليشارك مع الفريق في بطولة الدورى الممتاز وكأس مصر، ثم انضم لنادي الاتحاد السكندري في موسم 2014/2015 (علي سبيل الإعارة).

## وفاته
توفي صباح يوم السبت الموافق 27 ديسمبر 2014 أثر حادث مروري في منطقة وادي النطرون وهو في طريقه من الإسكندرية إلى القاهرة.